# 高井研一郎
- 髙井研一郎

高井 研一郎（たかい けんいちろう、1937年7月18日 - 2016年11月14日）は、日本の漫画家。

## 生涯
長崎県佐世保市出身。父が上海租界で書店を開いていたため、上海で育つ。
帰国後、『漫画少年』に投稿し、石森章太郎や赤塚不二夫と知り合う。松本晟（後の松本零士）と共に東日本漫画研究会の九州支部を結成。定時制高校卒業後は赤塚たちに誘われてトキワ荘に入居する約束をしていたが、上京してみると高井が入ろうとしていた部屋に水野英子が入居しており、トキワ荘には入れなかった。
手塚治虫のアシスタントを経て、1956年『少女』掲載の「リコちゃん」でデビュー。赤塚不二夫の仕事を手伝いつつ、青年誌を中心にナンセンス漫画を描いていた。1985年9月『ビッグコミック増刊号』で『総務部総務課山口六平太』を連載開始。ヒューマンドラマのストーリー漫画家として人気を得る。
手品を趣味としており、東京都調布市に在住していた。
2016年11月14日、肺気腫による肺炎のため、入院先の調布市内の病院で死去。体調を崩して入院していたものの、数日前まで漫画のネームを切っていたという。なお、『ビッグコミック』で連載中であった『総務部総務課山口六平太』は、11月10日に発売された第22号（2016年11月25日号）掲載の第731話「ヒゲ談義」（単行本では「六平太よ永遠に」と改題）を最後として連載終了することになった。次号のビッグコミック（23号、11月25日発売）では高井の追悼文が掲載された。
2017年1月23日、第62回「小学館漫画賞」（審査委員特別賞）受賞。同年、第20回文化庁メディア芸術祭マンガ部門にて、『総務部総務課山口六平太』がマンガ部門優秀賞を受賞した。
2022年7月、高井の生誕85年を記念した展覧会「生誕85年 高井研一郎展」が開催される。

## 作品リスト
- リコちゃん（少女） - 1956年。デビュー作[11]。1959年夏休み増刊号[12]。
- 小公女（集英社少女漫画文庫２） - 1959年1月発行[13]。
- いたずらリコちゃん（少女） - 1959年7月号[12]。
- おまわりさん、敬礼!（りぼん） - 1959年の初期作品。スリーポケッツ（谷幹一・関敬六・海野かつを）主演のテレビコメディを漫画化。
- わたしとあにきの日本めぐり（少女） - 1961年3月号[12]。
- ショック坊や（小学生画報） - 1961年ごろ[14]。
- トンチンカン太郎（少年漫画ブック） - 1965年。山内譲二（山内ジョージ）との共作[15]。
- 1+1は3たろう（ぼくら） - 1965年。太宰勉（山内ジョージとの共同ペンネーム）名義[16]。
- ジンクス1ちゃん（少年） - 1965年-1966年、太宰勉名義[17][18]。
- ハッスルBOYカンスケ - 1969年ごろ[19]。太宰勉名義[20]。
- さすらいのデレ助 - 1969年ごろ[21]。太宰勉名義。
- パピヨン王子（ぼくら） - 1969年[22]。太宰勉名義。
- えろちかざんまい（漫画エロトピア） - ナンセンス漫画家時代の代表作。『総務部総務課山口六平太』連載開始直前まで、10年以上長期連載していた。
- 総務部総務課山口六平太（作：林律雄、ビッグコミック）
- 壁際お荷物社員会社乗っ取り物語小池さん（作：林律雄）
- 上海ワンダーランド（作：林律雄、ビッグコミック1）
- プロゴルファー織部金次郎（作：武田鉄矢、ビッグコミックスペリオール）
- 男はつらいよ（原作：山田洋次・脚色：林律雄） - 松竹の同名映画作品を漫画化。
- 新米秘書VS無理難題社長カバン持ち駿吉（作：浅野拓）
- ジイマゴらぷそでぃー（作：浅野拓）
- マジデカ（作：中原まこと）
- サラかん（作：中原まこと、週刊現代）
- プロゴルファー獏（作：やまさき十三、パーゴルフ）
- ムチャな弁護士 あんたの代理人（作：山崎司平、浅野拓、ビッグコミックスペリオール）
- ソーギ屋ケンちゃん（作：中原まこと、コミックGiga）
- 警部補花さんの事件簿（作：浅野拓）
- 平成くつぬぎ商店街警部補花嫁愛（作：浅野拓）
- たらちねストリート（作：面家哲郎）
- すずなり横丁道楽商店街（作：中原まこと）
- 愛しのクワアングリコ（作：やまさき十三）
- あほう鳥の止まり木（作：やまさき十三、パーゴルフ）
- まるだし君（日刊ゲンダイ） - 4コマ漫画。ストーリー漫画家復帰後、唯一のナンセンス漫画連載だった。
- 桂三枝の上方落語へいらっしゃ〜い（作：桂三枝（現・六代桂文枝）、コミックヨシモト）
- 横浜百年食堂（少年画報社「思い出食堂」シリーズ） - 最晩年の作品。
- 高井研一郎の昭和写真館（朝日新聞出版）
- 水着（学習研究社『中学一年コース』夏休み臨時増刊号 読切、1974年）[23]

## その他の著作

### 文庫解説
- 『男おいどん』2巻（著：松本零士 1996年 講談社）

## 関連人物
赤塚不二夫
赤塚とは石ノ森章太郎が主宰した「東日本漫画研究会」を通じて知り合った。1962年、赤塚が『週刊少年サンデー』で「おそ松くん」を始めるにあたり、彼を手助けすべく共同執筆者となった。この漫画を特徴付けたイヤミ、デカパン、ハタ坊などのキャラクターは、高井が赤塚の「口伝て」をもとにデザインしたものである。他にも赤塚漫画への貢献は大きく、同時期にアシスタントを務めていた北見けんいちによれば、多忙な赤塚が描いたのは基本的なアイディアとコマ割りのみで、下書きは殆ど高井の絵だったという。
1963年には赤塚、山内ジョージ、横山孝雄、よこたとくお、長谷邦夫らと「七福人プロダクション」を設立したが、1年ほどで解散。その後、1965年に赤塚が創立したフジオ・プロダクションに作画スタッフのチーフとして事実上所属していたが、本来はフリーで山内との共同作品も発表していたことから、枚数単価契約の客分扱いであった。
従って、赤塚との関係はパートナー（共同執筆者）である。高井は1970年にフジオ・プロを離れたため、古谷三敏が後任の作画チーフにあだち勉を誘ったのだが、赤塚、古谷、北見との個人的な交流は続いていたので、赤塚門下四天王として、古谷、北見、あだちと共に紹介されることもある。
山内ジョージ
2人の共同ペンネームとして「太宰勉」があり（2人が太宰治の愛読者だったことと、当時の人気作家水上勉にちなむ）、少年漫画を1970年頃まで少年誌各誌に発表（『ハッスルBOYカンスケ』『さすらいのデレ助』『パピヨン王子』など）していた。コンビ解消後はイラストレーターに転じ、動物文字絵、絵本、広告、デザインなどの分野で活動した。